# Balìa
Balìa oder Baylia ist ein Begriff alten französischen Ursprungs, der in den Republiken Florenz, Siena und Perugia mit der Bedeutung von Verwaltungsgebiet, Herrschaft, Macht, Autorität verwendet wurde. Im weiteren Sinne wurde gemeint: Ortsteil, Teil der Grafschaft.
Im Jahr 1232 wurde die Gemeinde Assisi in 51 Bailie unterteilt, die von Trevi in vier (1213). Baiuli oder Baioli waren die Gemeindeverwalter, die unter anderem dafür zuständig waren, Anordnungen im Land bekannt zu machen.

## Siena
Die seit dem 13. Jahrhundert bestehende Balìa di Siena war zunächst das wichtigste unabhängige Leitungsorgan der Republik Siena um bestimmte Angelegenheiten für einen begrenzten Zeitraum zu regeln. Nach der Gründung des Großherzogtums Toskana und der von Cosimo I. de’Medici durchgeführten Reform vom 1. Februar 1561, war sie Teil der autonomen Regierung des Herzogtums Siena und erhielt die Aufgabe, sich mit Angelegenheiten außerhalb der normalen Verwaltung zu befassen. In der letztgenannten Fassung bestand die Balia aus zwanzig ansässigen Bürgern (d. h. solchen, die zuvor in der Justiz gearbeitet hatten) und ein Jahr lang im Amt blieben. Die zwanzig wurden direkt vom Großherzog der Toskana aus einer breiteren Liste von Namen ausgewählt, die vom „segretario delle leggi“. vorgeschlagen wurde. Er wurde 1786 von Großherzog Peter Leopold von Lothringen aufgelöst. 
Die Aufgaben der Balìa waren:
- Botschafter zu wählen, die zum Fürsten geschickt werden;
- die Kosten ermitteln;
- alle Angelegenheiten im Zusammenhang mit der Banca Monte dei Paschi;
- Überprüfung von Klöstern, Bruderschaften, Krankenhäusern, Wohltätigkeitsorganisationen;
- Organisation der Stadtfeste (z. B. den Palio);

und, allgemeiner gesagt, über alles zu entscheiden, was für Siena als nützlich erachtet werden könnte.